# كيفن بينا
كيفن لينيني غونسالفيس بيريرا دي بينا (من مواليد 27 يناير 1997) هو لاعب كرة قدم محترف من الرأس الأخضر يلعب كلاعب خط وسط دفاعي لنادي كراسنودار الروسي ومنتخب الرأس الأخضر .

## مسيرته مع الأندية
منتج الشباب لفريق الرأس الأخضر تشادينس، ظهر بينا لأول مرة احترافيًا مع أوليفيرينسي في خسارة 3-2 ليغا برو أمام بنفيكا ب في 13 يناير 2018  بعد فترة وجيزة ذهب على سبيل الإعارة إلى أناديا و سيرتانينسي ، قبل أن ينتقل إلى تشافيز في عام 
في 8 سبتمبر 2022، وقع بينا عقدًا لمدة ثلاث سنوات مع نادي الدوري الروسي الممتاز كراسنودار .

## مسيرته الدولية
تم استدعاء بينا لتمثيل منتخب الرأس الأخضر في تصفيات كأس العالم 2022 مباريات في سبتمبر  ظهر لأول مرة مع الرأس الأخضر في فوز ودي 6-0 على ليختنشتاين في  مارس 2022.

## إحصائيات مسيرته
آخر تحديث لعبت المباراة 10 ديسمبر 2023.
| النادي      | الموسم   | الدوري                   | الدوري  | الدوري  | الكأس   | الكأس   | قاريا   | قاريا   | آخر     | آخر     | المجموع | المجموع |
| النادي      | الموسم   | القسم                    | تطبيقات | الأهداف | تطبيقات | الأهداف | تطبيقات | الأهداف | تطبيقات | الأهداف | تطبيقات | الأهداف |
| ----------- | -------- | ------------------------ | ------- | ------- | ------- | ------- | ------- | ------- | ------- | ------- | ------- | ------- |
| اوليفيرينسي | 2017–18  | الدوري البرتغالي 2       | 1       | 0       | 0       | 0       | -       | -       | 1       | 0       | 2       | 0       |
| أناديا      | 2017–18  | بطولة البرتغال ‏          | 6       | 0       | -       | -       | -       | -       | -       | -       | 6       | 0       |
| سيرتانينس   | 2018–19  | بطولة البرتغال           | 31      | 2       | 2       | 1       | -       | -       | -       | -       | 33      | 3       |
| تشافيز ب    | 2019–20  | بطولة البرتغال           | 25      | 2       | -       | -       | -       | -       | -       | -       | 25      | 2       |
| تشافيز      | 2020–21 ‏ | الدوري البرتغالي 2       | 6       | 0       | 0       | 0       | -       | -       | -       | -       | 6       | 0       |
| تشافيز      | 2021–22  | الدوري البرتغالي 2       | 28      | 1       | 1       | 0       | -       | -       | 3       | 0       | 32      | 1       |
| تشافيز      | 2022–23  | الدوري البرتغالي الممتاز | 5       | 0       | -       | -       | -       | -       | -       | -       | 5       | 0       |
| تشافيز      | المجموع  | المجموع                  | 39      | 1       | 1       | 0       | 0       | 0       | 3       | 0       | 43      | 1       |
| كراسنودار   | 2022–23  | الدوري الروسي الممتاز    | 15      | 1       | 9       | 0       | -       | -       | -       | -       | 24      | 1       |
| كراسنودار   | 2023–24  | الدوري الروسي الممتاز    | 10      | 1       | 5       | 0       | -       | -       | -       | -       | 15      | 1       |
| كراسنودار   | المجموع  | المجموع                  | 25      | 2       | 14      | 0       | -       | -       | -       | -       | 39      | 2       |
| الإجمالي    | الإجمالي | الإجمالي                 | 127     | 7       | 17      | 1       | 0       | 0       | 4       | 0       | 148     | 8       |

### دولياً
اعتبارًا من المباراة التي لعبت في 19 يناير 2024. تم إدراج نتيجة منتخب الرأس الأخضر أولاً، ويشير عمود النتيجة إلى النتيجة بعد كل هدف بينا.
| العدد. | التاريخ        | المكان                                           | الخصم   | النتيجة | النتيجة النهائية | المسابقة                    |
| ------ | -------------- | ------------------------------------------------ | ------- | ------- | ---------------- | --------------------------- |
| 1      | 10 سبتمبر 2023 | ملعب كيغي ، لومي ، توغو                          | توغو    | 1-0     | 2-3              | تصفيات كأس أمم أفريقيا 2023 |
| 2      | 19 يناير 2024  | ملعب فيليكس هوفويت بوانيي ، أبيدجان ، ساحل العاج | موزمبيق | 3–0     | 3–0              | كأس أمم أفريقيا 2023        |

## روابط خارجية
- كيفن بينا  على سكروي

1. ↑  الظهور في كأس الدوري البرتغالي
2. ↑  ظهوران في ملحق الصعود، وظهور واحد في كأس الدوري البرتغالي